# アミーチ (小惑星)
アミーチ (3809 Amici) は、小惑星帯にある小惑星である。
ボローニャのサン・ヴィットーレ天文台 (Osservatorio San Vittore) で発見された。
イタリアの天文学者、ジョバンニ・バッティスタ・アミーチ（Giovanni Battista Amici、1786年 - 1863年）にちなみ命名された。